# Евіденціалізм
Евіденціалізм (від англ. evidence — доказ) у епістемології визначається як позиція, відповідно до якої раціонально виправдане епістемічне переконання (віра) можливе тільки за умови його підтвердження емпіричними даними. Виникнення евіденціалізму пов'язують з іменем англійського філософа Джона Лока (1632—1704). Англійський філософ вважав, що доказ існування будь-чого може бути визнаний достатнім, якщо кожна людина, яка мислить раціонально, визнає його хорошим доказом.